# Danny Philip

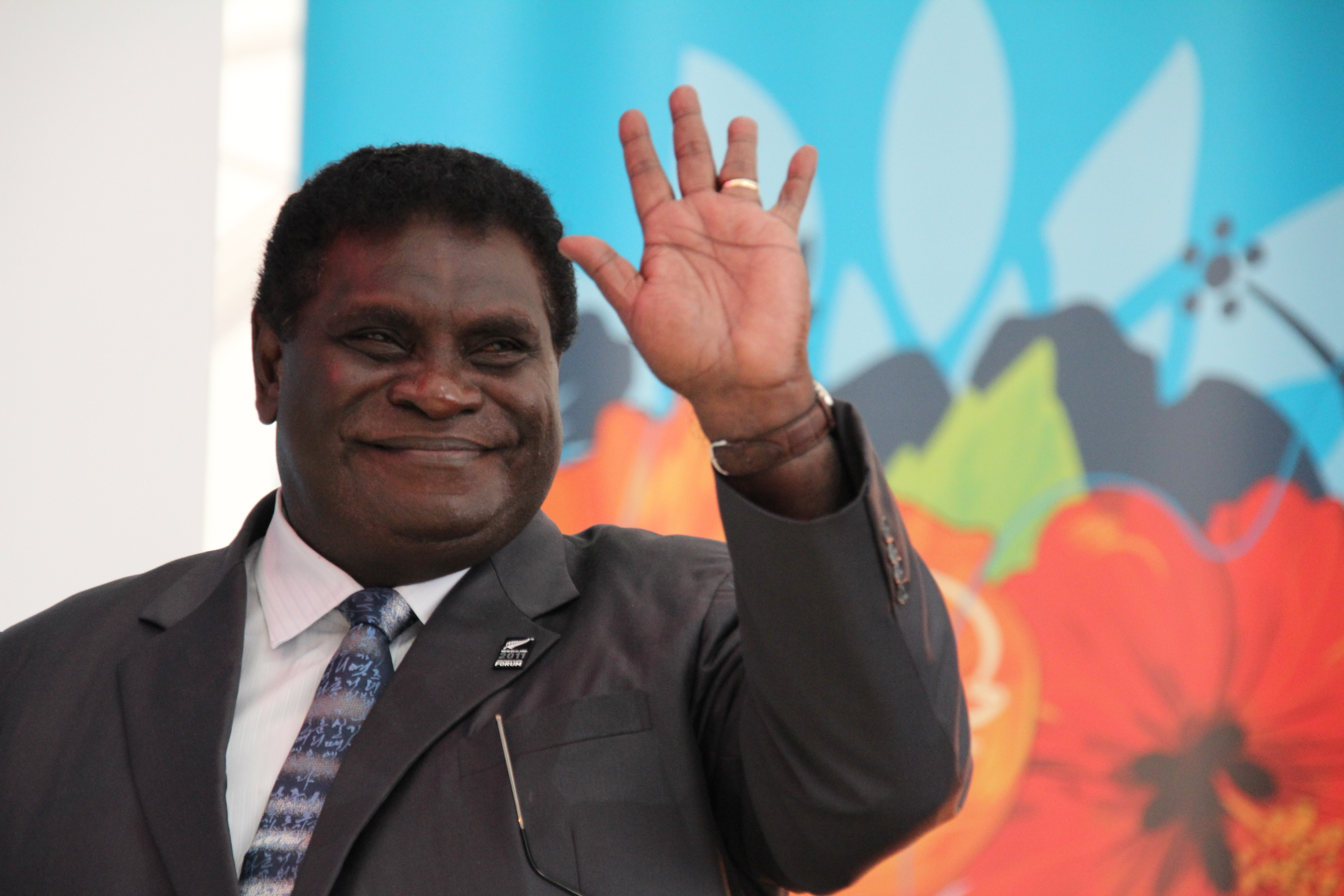
Danny Philip beim Pacific Islands Forum Auckland (2011)

Danny Philip (* 5. August 1953) ist ein salomonischer Politiker.

## Leben
Von 1995 bis 1996 und von Juli 2000 bis Juni 2001 war Philip Außenminister der Salomonen. Von 1997 bis 2000 war er Vorsitzender der People’s Progressive Party. Am 25. August 2010 wurde Philip als Nachfolger von Derek Sikua Premierminister der Salomonen. Bereits am 16. November 2011 wurde er von Gordon Darcy Lilo abgelöst.